# Zygocera curta
Zygocera curta là một loài bọ cánh cứng trong họ Cerambycidae.